# Timms Hill

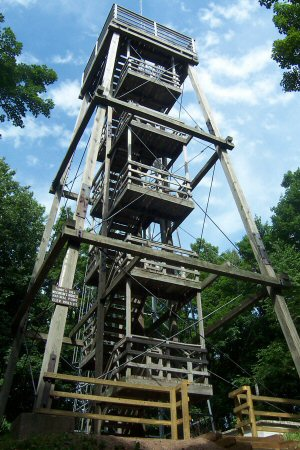
Wieża widokowa na szczycie Timms Hill

Timms Hill – szczyt w Hill w hrabstwie Price w stanie Wisconsin o wysokości 594,8 m n.p.m. Najwyższe wzniesienie stanu.
Na szczycie Timms Hill znajduje się wieża widokowa, z której rozciąga się widok m.in. na odległe o 44 mile Rib Mountain (586 m n.p.m.). Szczyt połączony jest 16-kilometrowym szlakiem Timms Hill Trail z 1900-kilometrowym Ice Age Trail, prowadzącym po terenach polodowcowych w Wisconsin.